# Эрхардт, Вернер (дирижёр)
Вернер Эрхардт (нем. Werner Ehrhardt; род. 2 июня 1957) — немецкий дирижёр и скрипач-аутентист.

## Биография
Родился в 1957 году в Кёльне. Вернер Эрхардт получил подготовку как скрипач-аутентист в Брюсселе, Оксфорде и Кельне, среди его наставников Сигисвальд Кёйкен. Совершенствовался как дирижёр у Карла Хайнца Блёмеке в Детмольде.
Выступал в качестве дирижёра в Государственной опере Штутгарта, дирижировал Гамбургским и Бернским симфоническим оркестром, Камерными оркестрами Штутгарта и Берна, RIAS Kammerchor и Tölzer Knabenchor. Среди солистов, с которыми он постоянно сотрудничает: Ксавье де Местр, Бруно Ганц, Андреас Шолль, Барбара Хендрикс, Магдалена Кожена, Роберта Мамели, Эдита Груберова… Выступал с концертами в европейских странах, в Северной и Южной Америке.
С 1985 по 2005 год руководил известным ансамблем старинной музыки «Concerto Köln», был одним из его учредителей. Под его художественным руководством был выработан характерный для этого ансамбля стиль интерпретации произведений барокко Северной Европы. В 2004 году основал ансамбль «L’arte del mondo», которым продолжает руководить в настоящее время. В ноябре 2014 года выступил с этим оркестром и солисткой Робертой Мамели в Санкт-Петербурге на фестивале «Серебряная лира».
В 2007 году Вернер Эрхардт с ансамблем «Concerto Köln» получил премию в номинации «Старинная музыка» от Echo Klassik за запись «Il Divino boemo» Йозефа Мысливечека. Полный список записей Вернера Эрхардта включает в себя более 50 дисков. Постоянно сотрудничает с фирмами звукозаписи Sony Music Entertainment, Deutsche Grammophon.

## Избранная дискография
- Joseph Mysliveček. Medonte. L’Arte del Mondo. München. Sony Music Entertainment. 2 CDs. 2012.
- Christoph Willibald Gluck. La clemenza di Tito. L’arte del mondo. München. Sony Music Entertainment. 4 CD. 2014.
- Richter, Max. Vivaldi — the four seasons. L’arte del mondo. Berlin. Deutsche Grammophon. DVD-Video (NTSC, Ländercode 0, 44 Min.). 2014.
- Joseph Martin Kraus. Funeral cantata for Gustav III. L’arte del mondo. München. Sony Music Entertainment. CD. 2013.
- Notte veneziana. Antonio Vivaldi; Elias Parish Alvars; Remo Giazotti; Félix Godefroids… Xavier de Maistre, harp, München. L’arte del mondo. Sony Music Entertainment. CD. 2012.
- Amor oriental: Händel alla turca. Juanita Lascarro, soprano. Ahmet Özhan, singer. Florin Cezar Ouatu, countertenor. Pera Ensemble. Ensemble l’Arte del Mondo. Aufn.: Berlin, Philharmonie, Kammermusiksaal, October 13th 2010, live. München. Sony Music Entertainment. CD. 2012.
- Paisiello, Giovanni. Passio di San Giovanni: the Assisi passion (Johannes-Passion). Trine Wilsberg Lund, Testo. Monika Mauch, Cristo. Jörg Schneider, Pilato. Vocalconsort Berlin. L’Arte del Mondo. Aufn.: Köln, Trinitatiskirche, 13./14.4.2006, live. Frechen. Delta Music. CD. 2007.